# Kuschtschowskaja
Kuschtschowskaja (russisch Кущёвская; auch inkorrekt Kuschtschewskaja) ist eine Staniza in der Region Krasnodar (Russland) mit 28.362 Einwohnern (Stand 14. Oktober 2010).

## Geographie
Die Staniza liegt im nördlichen Kubangebiet, etwa 180 Kilometer Luftlinie nordnordöstlich des Regionsverwaltungszentrums Krasnodar am Fluss Jeja bei der Einmündung ihres rechten Nebenflusses Kugo-Jeja.
Kuschtschowskaja ist Verwaltungszentrum des gleichnamigen Rajons Kuschtschowskaja sowie der gleichnamigen Landgemeinde (Selskoje posselenije), zu der neben der Staniza noch die zehn Dörfer und Siedlungen Worowskowo, Wostotschny, Kartuschina Balka, Lopatina, Bolschaja Lopatina, Nowoiwanowskoje, Mirny, Sadowy, Sewerny und Stepnoje gehören. Diese haben zusammen 2.887 Einwohner, sodass die Gesamtbevölkerungszahl der Landgemeinde 33.158 beträgt (2008).

## Geschichte

### Kosakensiedlung
Der Ort wurde 1794 als eine der 40 ersten Kubankosaken-Siedlungen als Kuschtschowski kuren gegründet, benannt nach dem ursprünglichen Herkunftsort der Kosaken in der „Saporoger Sitsch“. Seit 1842 gilt er als Staniza unter der heutigen Namensform.
Durch den Bau der Hauptstrecke der Nordkaukasus-Eisenbahn von Rostow nach Wladikawkas durch die Staniza wuchs ihre wirtschaftliche Bedeutung gegen Ende des 19. Jahrhunderts. In dieser Zeit gehörte sie administrativ zur Abteilung (Otdel) Jeisk der damaligen Oblast Kuban.

### Sowjetzeit
Im Rahmen einer Verwaltungsreform wurde Kuschtschowskaja am 2. Juni 1924 Verwaltungszentrum eines Rajons, der verschiedenen Verwaltungseinheiten zugeordnet war, bis er am 13. Juni 1937 Teil der neugegründeten Region Krasnodar wurde.

### Zweiter Weltkrieg
Im Zweiten Weltkrieg war Kuschtschowskaja von Anfang August 1942 bis Februar 1943 von der deutschen Wehrmacht besetzt. Während des ansonsten zumeist relativ zügigen Vorrückens der Wehrmacht im Kubangebiet im Sommer 1942 kam es um die Staniza Kuschtschowskaja ab dem 30. Juli zu heftigen Abwehrgefechten gegen die deutsche 4. Gebirgs-Division. Ein Gegenangriff durch Truppen 13. Kuban-Kosaken-Division der Roten Armee am 2. August ist in der russischen Geschichtsschreibung als Kuschtschowsker Attacke bekannt. Durch den Gegenangriff wurden vermutlich mehrere Tausend Angehörige der Wehrmacht getötet und der deutsche Vormarsch in diesem Bereich für mehrere Tage aufgehalten. Die Verluste der sowjetischen Seite sind nicht bekannt.

### Massenmord 2010
Am Abend des 4. November 2010 wurden im Haus eines in der Landwirtschaft tätigen Unternehmers des Ortes 12 Menschen ermordet. Die Täter töteten alle im Haus anwesenden Personen, unter ihnen ein neun Monate altes Mädchen und drei weitere Kinder. Danach versuchten sie, zur Verwischung der Spuren das Haus in Brand zu setzen. Die meisten Opfer wurden erstochen, eine Person wurde erwürgt, und eine weitere starb an einer Rauchvergiftung.
Am 29. November 2010 wurden acht Tatverdächtige  verhaftet. 
Im Zuge der Ermittlungen dieses Aufsehen erregenden Verbrechens wurden 11 weitere Straftaten örtlicher krimineller Banden und die einzelner Amtspersonen aufgedeckt. In zahlreiche dieser Straftaten sind Mitglieder der Bande um Sergej Zapok (1976–2014) verwickelt. Diese Bande wird auch mit dem Massenmord vom 4. November 2010 in Zusammenhang gebracht.  Zur Aufklärung schwerer und besonders schwerer, in den letzten Jahren verübter Verbrechen wurde eine Sonderkommission eingesetzt, wobei der Leiter der Sonderkommission die Ermittlungen unter den Einwohnern Kuschtschowskajas durchführte. Eines der Ergebnisse der Ermittlungen war die Entlassung des Leiters der Behörde des Innenministeriums in der Region Krasnodar, Sergej Kutscheruk.
Andrej Bykow und Wjatscheslaw Rjatschew dienten 6 Monate  bei der PMC Wagner und wurden daraufhin begnadigt und sind frei.

### Bevölkerungsentwicklung
| Jahr | Einwohner |
| ---- | --------- |
| 1939 | 12.862    |
| 1959 | 16.191    |
| 1970 | 20.978    |
| 1979 | 24.627    |
| 1989 | 26.300    |
| 2002 | 29.533    |
| 2010 | 28.362    |

Anmerkung: Volkszählungsdaten

## Kultur und Sehenswürdigkeiten
In der Staniza und ihrer Umgebung stehen mehrere Monumente zur Erinnerung an die Kämpfe im Jahre 1942, darunter ein 1964 errichtetes Reiterstandbild auf dem „Feld des Kosaken-Ruhmes“ am Ortseingang.
In den 1990er-Jahren entstand die russisch-orthodoxe Johannes-Kirche (церковь Иоанна Богослова/zerkow Ioanna Bogoslowa), in den letzten Jahren ein Sportkomplex und die Springbrunnenanlage „Singende Fontäne“.

## Wirtschaft und Infrastruktur
In Kuschtschowskaja als Zentrum eines Landwirtschaftsgebietes gibt es Betriebe der Lebensmittelindustrie (Milchwerk) sowie der Bauwirtschaft (Ziegelfabrik), außerdem eine Maschinenfabrik und ein Panzerreparaturwerk der Russischen Armee.
Kuschtschowskaja liegt an der Eisenbahnstrecke von Rostow – Mineralnyje Wody – Wladikawkas bzw. - Machatschkala – Baku (Station Kuschtschowka, Streckenkilometer 1428 ab Moskau). Von dieser 1875 eröffneten und auf diesem Abschnitt 1962 elektrifizierten Hauptstrecke ausgehend, wurde ab Kuschtschowskaja 1915 eine Strecke über Starominskaja und Timaschewskaja nach Krasnodar in Betrieb genommen. Nach Zerstörung im Zweiten Weltkrieg wurde sie jedoch auf dem Abschnitt Kuschtschowskaja – Starominskaja nicht wiederhergestellt, sondern 1964 durch eine vom weiter nördlich an der Hauptstrecke liegenden Bataisk kommende Strecke als kürzere Direktverbindung von Norden nach Krasnodar und weiter zu den Kurorten an der Schwarzmeerküste ersetzt.
Östlich wird die Staniza von der Fernstraße M4 Moskau – Rostow – Noworossijsk (auch Europastraße 115) umgangen, von der dort eine Regionalstraße Richtung Starominskaja und weiter nach Jeisk und zum Asowschen Meer abzweigt.
Südwestlich der Staniza befindet sich der Militärflugplatz Kuschtschowskaja, auf dem das 797. Ausbildungsregiment der Russischen Luftstreitkräfte stationiert ist, das über Flugzeuge der Typen L-39, Su-25 und Su-27 sowie MiG-29 verfügt. Von hier starteten 2008 die Flugzeuge, die während des Konfliktes um Südossetien die georgische Luftwaffenbasis in Senaki bombardierten.